# Josep Lluís Vilaseca i Guasch
Josep Lluís Vilaseca i Guasch   (Barcelona, 8 de març de 1930 - 14 de novembre de 2020) fou un advocat català, dirigent esportiu i diputat al Parlament de Catalunya en la IV Legislatura.

## Biografia
Llicenciat en dret per la Universitat de Barcelona, va ser membre del Col·legi d'Advocats de Barcelona. Fins a 1982 fou secretari del Consell d'Administració de Banca Catalana. Vinculat al món de l'esport, va ser directiu del FC Barcelona durant la presidència d'Agustí Montal Costa, president de la Comissió Jurídica i de Disciplina de la UEFA el 1996 i membre del Comitè Olímpic Espanyol. De 1987 a 1992 fou vicepresident del Comitè Organitzador Olímpic de Barcelona 1992 (COOB’92).
El 17 de novembre de 1974 participà en la fundació de Convergència Democràtica de Catalunya al monestir de Montserrat. Des del 1980 al 1988 fou Director general d'Esports de la Generalitat, amb rang de secretari general de 1988 a 1995. Va ser diputat al Parlament de Catalunya per CiU arran de les eleccions autonòmiques de 1995 i membre de la Comissió de Política Cultural del Parlament de Catalunya fins al 1997. També fou Jurat dels Premis de la Fundació Príncep d'Astúries. Entre d'altres reconeixements, va rebre la Creu de Sant Jordi el 2002, l'Orde del Mèrit de la UEFA el 2007 i la Medalla d'Or de la Ciutat de Barcelona al mèrit esportiu el 2014. També va ser president de l'Fundació de l'Agrupació Mútua entre 1997 i 2006.
L'octubre de 2014 publicà el seu primer llibre, titulat Que consti en acta.